# Бекет (Шетський район)
Беке́т (каз. Бекет) — село у складі Шетського району Карагандинської області Казахстану. Входить до складу Краснополянського сільського округу.
Населення — 257 осіб (2021; 288 у 2009, 273 у 1999, 393 у 1989).
Національний склад станом на 1989 рік:
- росіяни — 52 %.

Станом на 1989 рік село називалось Пікет, у радянські часи мало також назву Великі Торткульські Огороди.